# Komedia obyczajowa

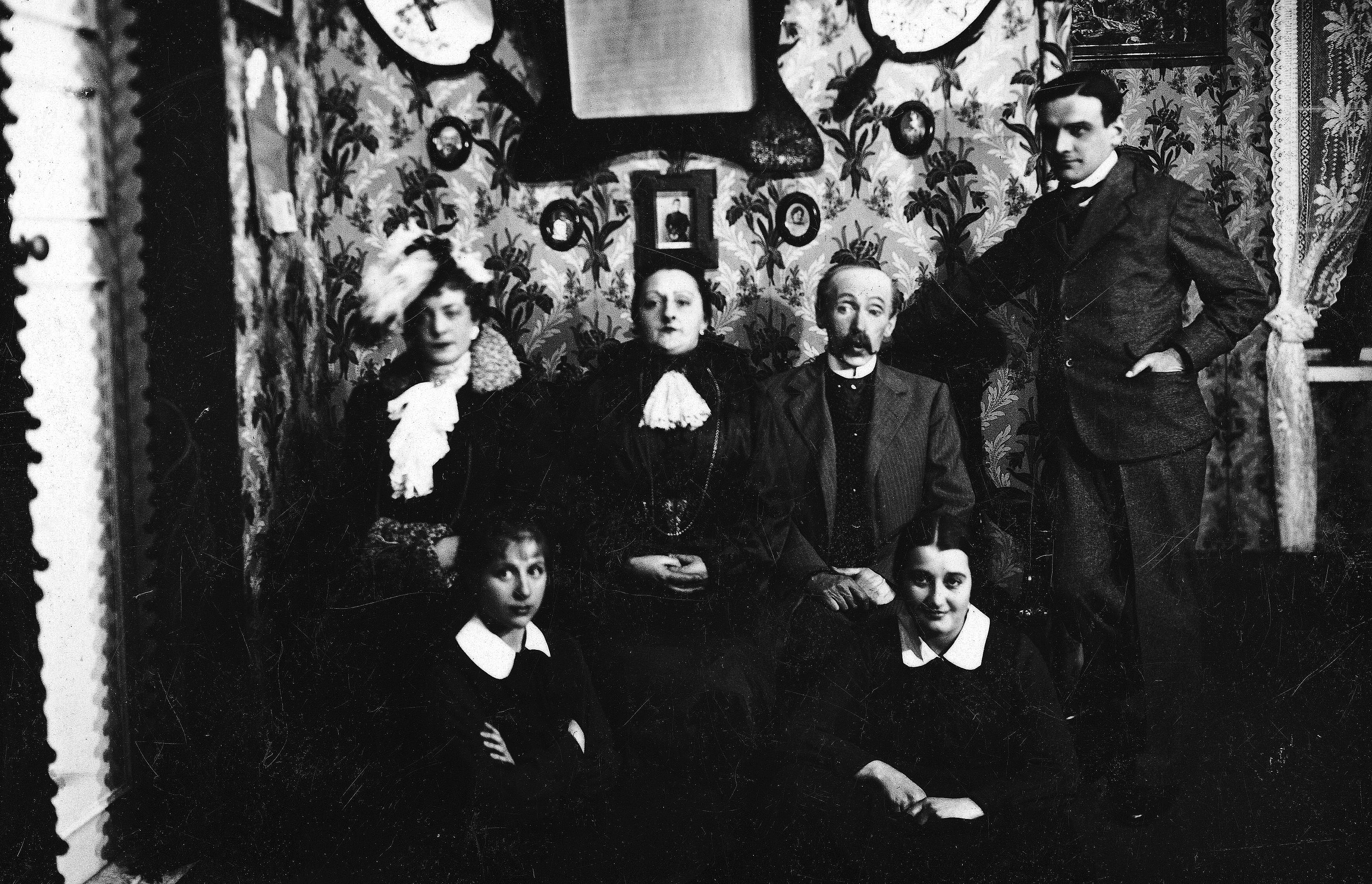
Komedia obyczajowa, inscenizacja utworu Moralność pani Dulskiej

Komedia obyczajowa – komedia ukazująca obyczajowość pewnej zbiorowości i panujące konwencje; odmiana komedii satyrycznej.
Przykładem komedii obyczajowej w literaturze polskiej jest Moralność pani Dulskiej (1906) Gabrieli Zapolskiej.